# Vioolconcert nr. 3 (Merikanto)
Aarre Merikanto voltooide zijn Vioolconcert nr. 3 in 1931 in Käpylä. De Finse componist was al niet tevreden over zijn Vioolconcert nr. 2, maar die is nog in manuscriptvorm bewaard gebleven. Van zijn derde vioolconcert zijn alleen nog een aantal opmerkingen van de componist zelf over:
- de solostem was voornamelijk werkzaam in het ijle hoge register;
- door het gebruik van het hoge register van de solist zou die ten onder gaan in de massaliteit van het orkest;
- nooit uitgevoerd;
- "Godzijdank!" (toen hij het in 1955 verbrand had).

Paavo Heininen, een leerling van Merikanto, vindt zijn eigen vioolconcert Tuuminki uit 1993 een waardige vervanging van Merikanto's derde vioolconcert of wat Merikanto's derde vioolconcert had kunnen zijn. Heininen heeft meegewerkt aan de reconstructie van diverse werken van zijn leraar.   